# Georg Ludwig Rudolf Maercker
Georg Ludwig Rudolf Maercker, né le 21 septembre 1865 à Baldenburg, dans l'arrondissement de Schlochau en province de Poméranie, et mort le 31 décembre 1924 à Dresde, est un officier allemand qui fut Generalmajor de l'armée impériale allemande et commandant des corps francs pendant la république de Weimar.

## Biographie

### Premières années
Maercker naît à Baldenburg dans la famille d'un juge de district. C'est l'aîné de cinq enfants. Sa famille descend d'ancêtres venus de Calbe (Saale). Un ancêtre est fonctionnaire prussien à la fin du XVIIIe siècle en province de Prusse-Occidentale. Son père combat dans l'armée prussienne pendant la guerre austro-prussienne, il est officier de réserve pendant la guerre de 1870. Il meurt en 1871, alors que son fils aîné a six ans.

### Carrière militaire jusqu'en 1904
Maercker intègre le corps des cadets de Culm en 1874 à l'âge de dix ans, puis dans d'autres institutions de cadets en Prusse. Il est nommé second lieutenant (sous-lieutenant) en 1885 au 21e régiment d'infanterie (de), en garnison à Thorn. En avril 1887, il est muté au 137e régiment d'infanterie (de), où il demeure jusqu'au 19 septembre 1888. Il obtient une permission d'un an pour se rendre en Afrique allemande. Il travaille d'abord brièvement pour la compagnie de l'Afrique orientale allemande, puis s'engage comme officier dans les troupes de défense coloniales en Afrique orientale allemande. Il prend part, le 18 mai 1889, à une bataille près de l'actuelle Dar-es-Salam contre une révolte arabe. Il reprend du service dans l'armée régulière en 1890 et poursuit sa formation à l'Académie de guerre de Prusse, jusqu'en 1894. Il est versé en 1895 au Grand État-Major et épouse la même année Luise Lindner.
Maercker devient capitaine en 1898, alors qu'il occupe un poste à l'office impérial à la marine. Il est envoyé en Chine dans la concession allemande de Kiautschou à la fin de 1898. Il retourne en Allemagne en 1900 au grand état-major, et commande en 1902 en tant que chef de compagnie au 41e régiment d'infanterie (de). Il est nommé major en 1904 et versé à l'état-major des troupes de défense coloniales (Schutztruppe) de l'Afrique occidentale allemande.

### Service en Afrique occidentale allemande
De 1904 à 1907, Maercker prend part aux différentes campagnes contre les soulèvements des Héréros ou des Hottentots. Ainsi il réduit la révolte des Namas alliés aux Hottentots, mais il est grièvement blessé à l'épaule. Il quitte les troupes coloniales en 1910 pour retourner en Allemagne où il prend la tête d'un bataillon du 47e régiment d'infanterie. Il est élevé au grade de lieutenant-colonel en 1912 et nommé l'année suivante commandant de l'île de Borkum, une des îles de la Frise-Orientale, en mer du Nord. Il est colonel en 1914.

### Première Guerre mondiale
Le colonel Maercker commande de 1915 et 1916 un régiment dans la guerre de positions sur le front russe dans le secteur de la Kormyn (pl), le long de la Styr. Il est ensuite transféré avec son régiment sur le front de l'ouest dans les Flandres dans le secteur de l'Yser, il occupe des positions vers Wyschaete-Bogen et Saint-Éloi. En 1916, il est engagé avec son régiment dans la bataille de la Somme où il est de nouveau blessé et doit se faire soigner pendant un mois. Il combat ensuite dans l'Aisne et retourne à la fin de l'année 1916 sur le front russe. Il participe aux combats le long de la Zolotaïa Lipa.
Au cours de l'année 1917, Maercker et son régiment sont de nouveau transférés sur le front de l'ouest dans la Somme, puis dans les Flandres dans le secteur de l'Yser. Ils sont engagés dans la bataille d'Arras (1917), puis dans les combats de tranchées en Champagne et lors de la 3e bataille des Flandres, où il est encore blessé.
Il reçoit l'ordre Pour le Mérite le 1er octobre 1917, et l'ordre Pour le Mérite avec feuilles de chêne le 3 mai 1918. Il est élevé au grade de Generalmajor, le 18 août 1917. Il commande la 214e division d'infanterie.

### Après-guerre

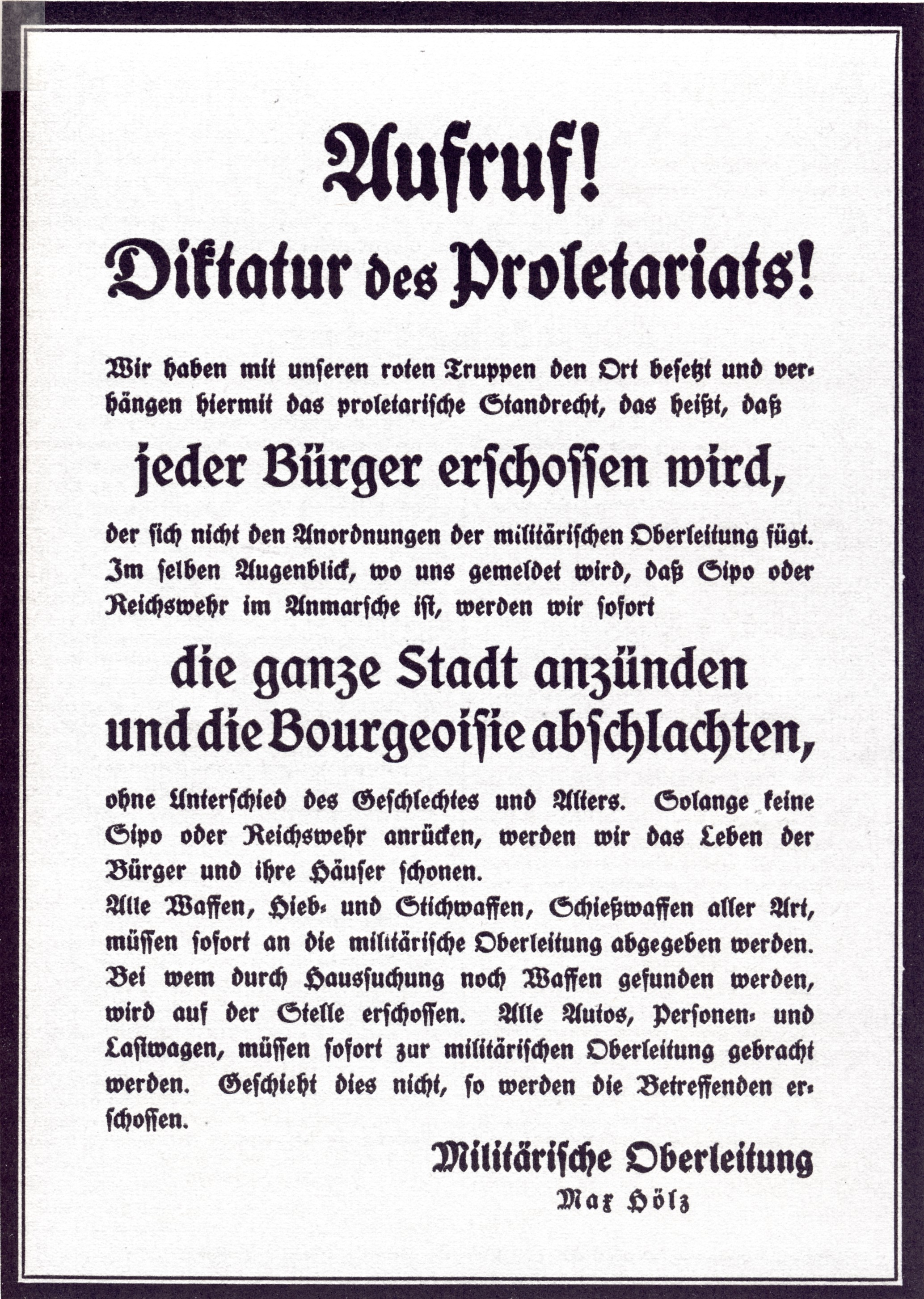
Affiche spartakiste de 1919 proclamant la dictature du prolétariat à Halle et la destruction de la bourgeoisie, et ordonnant de fusiller les citoyens ne se soumettant pas aux ordres du haut-commandement révolutionnaire

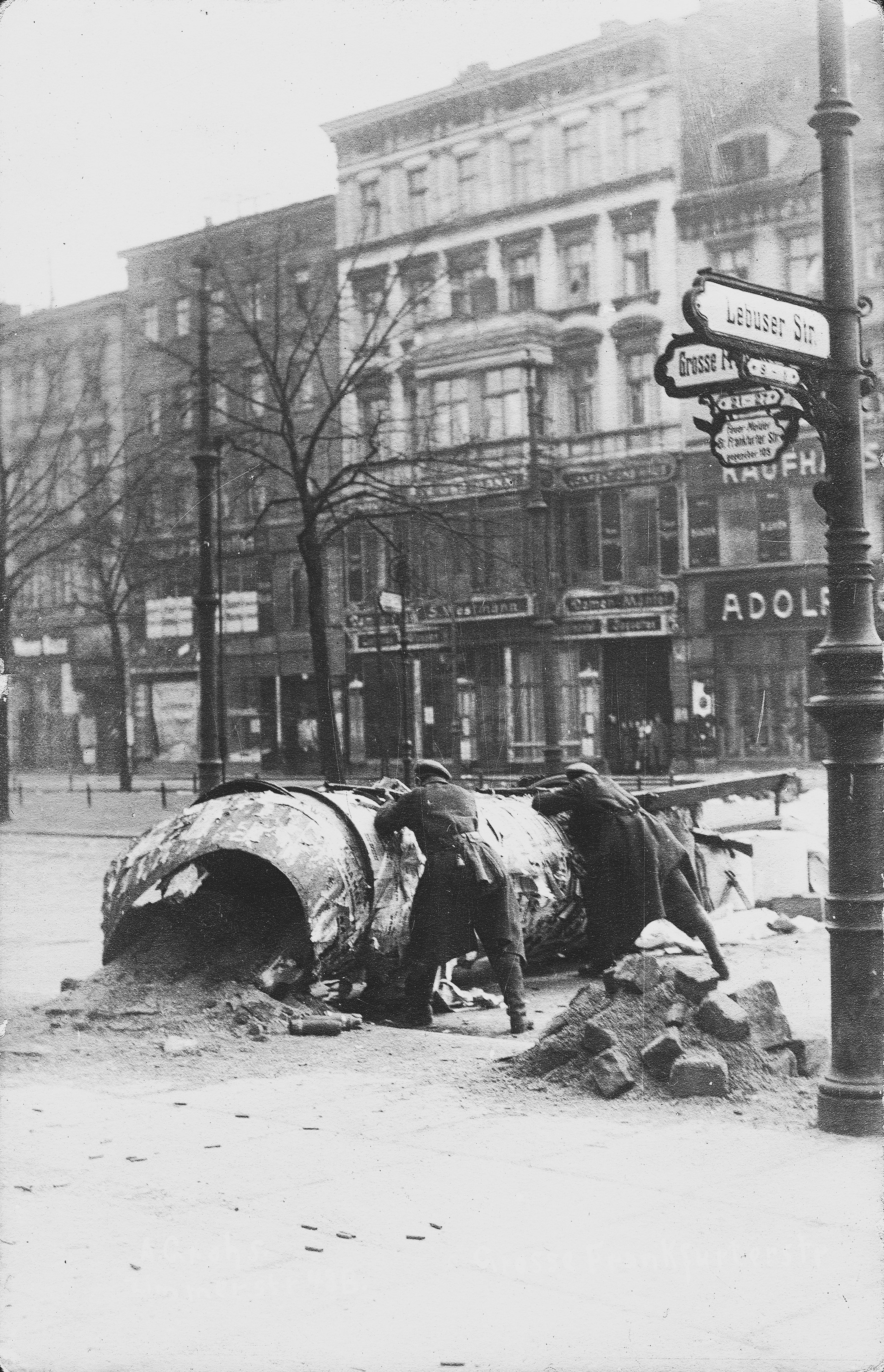
Combat de rue pendant la révolution spartakiste de Berlin

Le général Maercker se trouve à Paderborn en décembre 1918, alors qu'a débuté un mouvement révolutionnaire depuis un mois et que l'Empire allemand a pris fin. Le haut-commandement, avec l'accord du gouvernement, le charge de créer des corps francs, composés de sous-officiers et de soldats de métier, pour combattre la révolution spartakiste qui s'étend dans les grandes villes. L'initiative en revient au chancelier social-démocrate Ebert et au futur ministre de la Guerre, Gustav Noske.
La plupart des officiers, sous-officiers et hommes de troupe des premiers corps francs proviennent de la 214e division du général Maercker et composent un Freikorps Landesjäger (corps franc de chasseurs). Sa structure est strictement fondée sur l'organisation de l'ancienne armée impériale. Maercker impose une discipline qui est appréciée de ses soldats et met ses hommes à disposition du gouvernement Ebert. Gustav Noske est nommé officiellement le 5 janvier 1919 Oberbefehlshaber, c'est-à-dire qu'il est responsable des ordres de mission donnés à toutes les troupes fidèles au gouvernement et aux corps francs commandés par le général. 
Un important mouvement de grève, animé par les spartakistes se déploie à Berlin en janvier 1919 après le limogeage du préfet de police USPD Emil Eichhorn. Les troupes de Maercker sont envoyées occuper certains quartiers de la capitale et se rendent maîtres de la situation à la fin du mois, après des combats faisant de nombreux morts. Au début de février, son corps franc est en action à Weimar pour combattre une « république des conseils » proclamée sur le modèle des soviets d'ouvriers et de soldats. Le général Maercker impose une tactique de présence militaire massive qui conduit au succès de l'opération. La ville se remet sous l'autorité du gouvernement. Les corps francs sont utilisés pour assurer la sécurité au moment des élections au Reichstag, l'assemblée parlementaire allemande, qui mènent Friedrich Ebert à la présidence du Reich. Ensuite, le corps franc de Maercker est envoyé à Gotha, puis à Eisenach et dans d'autres villes de Thuringe pour un « retour à l'ordre », mais il est confronté à des situations critiques et à la résistance des conseils d'ouvriers et de soldats.
Le gouvernement envoie ce corps franc en mars à Halle, où la révolution spartakiste a été proclamée par des soldats et des matelots appelant à fusiller ceux qui ne se soumettent pas au nouvel ordre et à détruire la bourgeoisie par les armes[réf. nécessaire]. Les combats de rue sont sanglants des deux côtés. Le lieutenant-colonel Robert von Klüge est tué, alors qu'il se trouvait en civil dans la rue. Maercker arrive donc et impose l'état de siège et après sept heures de combat la ville compte vingt-neuf morts du côté des conseils de soldats et sept morts du côté des corps francs. Les troupes de Maercker quittent Halle à la fin du mois de mars.
En avril 1919, c'est au tour de Magdebourg de se soulever, avec le conseil central des soldats des IVe, XVIe et XXIe corps d'armée qui démettent leurs officiers et appellent à renverser le gouvernement, pour créer une république des conseils. Une grève générale s'ensuit et des arrestations de militaires et d'hommes politiques ont lieu dans les rues de la ville. Des combats de rue violents ont lieu entre partisans des révolutionnaires et troupes gouvernementales. Le gouvernement fait parvenir un ultimatum exigeant la libération des prisonniers et envoie à nouveau les corps francs de Maercker qui ramène l'ordre rapidement.
Brunswick connaît également des soulèvements. Le gouvernement considère qu'elle est en train de basculer du côté des révolutionnaires. En effet, les spartakistes y ont organisé une grève générale le 9 avril, accompagnée des mêmes revendications qu'ailleurs (renversement du gouvernement, etc.). La paralysie provoquée par la grève du chemin de fer provoque un grand désordre et les bourgeois et commerçants de la ville appellent à une contre-grève qui débouche sur des combats de rue. Le 14 avril, le général Maercker fait survoler la ville par des avions qui lâchent des tracts appelant à cesser la rébellion sous peine de conséquences graves. Les premiers combats se passent le 15 avril à Helmstedt et la grève finit par cesser. Peu après, le général Maercker peut faire son entrée dans la ville de Brunswick à la tête de ses troupes comprenant la brigade Ehrhardt, sans avoir versé une goutte de sang et la situation se normalise quelques jours plus tard.
Le 2 mai 1919, le Landesjägerskorps du général Maercker est officiellement intégré à la Reichswehr, l'armée régulière qui venait d'être créée. Il devient le Reichswehrbrigade No 16.
Le 10 mai 1919, la brigade est envoyée par le gouvernement à Leipzig, où elle arrive avec quinze mille soldats le 11 mai et en part le 19 mai une fois l'ordre revenu sans grands dommages, pour retourner à Eisenach. Le chef des révolutionnaires est emprisonné. De petites missions ont lieu ensuite en juin à Erfurt et à Weimar, et les troupes de Maercker sont cantonnées à Gotha pour y prendre leur quartier et abroger la république des conseils locale. 
Le général Maercker prend sa retraite le 28 avril 1920. Il meurt 4 ans plus tard, le 31 décembre 1924 à 59 ans.
Il est enterré au cimetière de la garnison d'Albertstadt à Dresde (aujourd'hui Nordfriedhof).

## Œuvres
- Général Maercke, Vom Kaiserheer zur Reichswehr, Leipzig, 1921
- Général Maercker, Unsere Schutztruppe in Ostafrika, Berlin, 1893